# Franco Razzotti
Franco Razzotti Viretto (Buenos Aires, 6 febbraio 1985) è un ex calciatore argentino, di ruolo centrocampista.

## Carriera

### Club
Proveniente dalle giovanili del Vélez Sarsfield, nel 2008 viene ceduto in prestito allo Sporting Cristal.

### Nazionale
Debutta nel 2010 con la nazionale argentina.